# Philippe Villeneuve
Philippe Villeneuve est un architecte français né le 3 mars 1963 à Boulogne-Billancourt. Il est architecte en chef des monuments historiques chargé entre autres de la restauration de la cathédrale Notre-Dame de Paris depuis 2013.

## Biographie

### Famille et formation
Philippe Villeneuve naît le 3 mars 1963 à Boulogne-Billancourt. Son père est cadre chez Unilever, sa mère est chimiste de formation. Élève de l'école d'architecture de Paris-Conflans, il est architecte diplômé par le gouvernement en 1989. Il est admis architecte en chef des monuments historiques en 1997. Sa thèse de concours est consacrée à l'église Saint-Pierre-Saint-Paul de Goussainville.

### Charges
Initialement chargé du département de la Charente, de la Creuse, puis de la Haute-Vienne, Philippe Villeneuve se voit ensuite confier la charge des départements de la Charente-Maritime (musée napoléonien et musée africain de l'Île-d'Aix, cathédrale Saint-Louis, tour Saint-Nicolas, tour de la Chaîne et tour de la Lanterne sur le Vieux-Port, reconstruction de l'hôtel de ville de La Rochelle en 2013, pont transbordeur de Martrou à Rochefort) et du Loir-et-Cher (architecte en chef du domaine national de Chambord en 2011). À Chambord, il est chargé de la construction de la Halle d'accueil, et restitue les jardins à la française et restaure les superstructures des quatre cantons du donjon.
Il est nommé en 2013 architecte en chef de la cathédrale Notre-Dame de Paris où il succède à Benjamin Mouton, et supervise le chantier de restauration de la flèche de Viollet-le-Duc au moment de l'incendie. Il est confirmé dans ses fonctions par le ministre de la Culture pour mener les travaux de sécurisation puis de reconstruction du monument. Passionné par l'édifice depuis son enfance, il est remarqué sur le chantier pour sa compétence, sa passion et son érudition.
Il s'est fait tatouer la grande rosace sur son cœur lors de sa prise de fonction en 2013, puis la flèche lors du chantier de reconstruction,. Comme le font les compagnons, Philippe Villeneuve a laissé sa marque sur la cathédrale lors de la rénovation, avec la représentation de son visage à l'extrémité d'un des crochets en plomb au sommet de la flèche, sous le coq doré qu'il a conçu. Elle fait face à la statue de l'apôtre Thomas, représenté sous les traits de Viollet-le-Duc.

## Distinctions
- Chevalier de la Légion d'honneur (15 janvier 2025)[5]
- Chevalier de l'ordre des Arts et des Lettres[2]